# スパークル (幾田りらの曲)
「スパークル」は、日本のシンガーソングライター・幾田りらの楽曲。デジタルシングルとして2022年1月17日に各音楽配信サービスにてリリースされた。ABEMAのオリジナル恋愛番組『今日、好きになりました。 蜜柑編』主題歌に使用されている。

## 背景
2021年7月から12月まで自身の楽曲「ロマンスの約束」がABEMAの恋愛番組『今日、好きになりました。』主題歌に使われていたが、2022年放送の新シリーズ「蜜柑編」でも引き続いて主題歌を担当するにあたり、新たに書き下ろされた楽曲。
恋に破れた子たちの片思いが報われるような曲にしたいとの気持ちが込められている。

## 映像配信
- 2022年5月、YouTubeチャンネル「THE FIRST TAKE」にて歌唱動画を配信[5]。
- 2022年9月29日、幾田の公式チャンネルにてミュージックビデオが公開された。監督は山口祐果[6]。